# Distretto di Taiping
Il distretto di Taiping (太平区S, Tàipíng QūP) è un distretto della Cina, situato nella provincia di Liaoning e amministrato dalla prefettura di Fuxin.